# 阿瓦士閱兵攻擊事件
2018年9月22日，伊朗西南部胡齊斯坦省首府阿瓦士的閱兵儀式遭到五名武裝分子襲擊，造成包括伊斯蘭革命衛隊軍人與旁觀者在內共25人罹難，以及70人受傷。
支持胡齊斯坦省獨立的阿瓦士民族抵抗运动宣稱其代表所屬的阿瓦士阿拉伯战斗组织犯下此案，但阿瓦士阿拉伯战斗组织否認涉案，並表示阿瓦士民族抵抗运动自2015年起就被逐出該組織了。而支持伊斯蘭國的阿馬克新聞社則宣稱此案為伊斯蘭國的追隨者主導，一名伊斯蘭國的發言人也出面承認犯案，並警告其將有進一步的攻擊行動，但阿瓦士民族抵抗运动的發言人否認了其說法。伊朗政府則表示美國與沙烏地阿拉伯、阿拉伯聯合酋長國等國家暗中策劃此次攻擊，並誓言將展開報復，但三國均否認與此事有關。
2018年10月1日，伊斯蘭革命衛隊針對位於敘利亞東部邊界，其認為與此攻擊事件有關的武裝組織發射飛彈，並進行無人機轟炸。

## 攻擊
此次閱兵是一年一度紀念兩伊戰爭的神聖自衛週的活動之一，伊斯蘭革命衛隊的軍人在阿瓦士的Quds大道上行軍，當地時間早上9點，穿著軍裝、偽裝成革命衛隊與巴斯基成員的五名武裝分子從鄰近的公園向行軍隊伍與旁觀群眾開火，攻擊持續了約十分鐘。這場攻擊事件造成了25人罹難，其中包括12名革命衛隊軍人與一名四歲的男孩，另有70人受傷，其中有多人送醫急救。
最初伊朗國營的媒體表示四名攻擊者都已被擊斃，但胡齐斯坦省副省长阿里·侯赛因·侯赛因扎德（Ali Hosein Hoseinzadeh）表示有兩名攻擊者被逮捕，伊朗軍方發言人阿布法兹勒·谢卡尔钦（Abolfazl Shekarchi）則稱四名攻擊者均已被擊斃 ，隨後法斯通訊社報導第五名攻擊者也已被擊斃，不過一開始混於罹難的受害者中而沒有被認出。

## 作案團體
自稱屬於阿瓦士阿拉伯战斗组织的武裝組織阿瓦士民族抵抗运动是最早宣稱主導此次攻擊行動的團體，其發言人Yaqoob Al-Ahvaz對位於英國的伊朗國際電視台表示他們除了反抗外別無選擇。不過9月23日，阿瓦士阿拉伯战斗组织官方網站的一則聲明表示該組織與此次攻擊行動無關，並稱阿瓦士民族抵抗运动自2015年就已被逐出該組織。
支持伊斯蘭國的媒體阿馬克新聞社表示伊斯蘭國主導了此次攻擊，並發布一段三人談論策劃此次攻擊行動的影片，其中有兩人說阿拉伯語，一人說波斯語。

## 反應
伊朗最高領袖阿里·哈米尼在其網站表示這起攻擊是「美國傀儡國家陰謀的延續，目的是在我們親愛的祖國製造動亂」，並呼籲安全部隊將參與行動者繩之以法。伊朗外交部指控荷蘭、英國與丹麥政府藏匿與這起攻擊行動有關的人員，並要求將他們引渡回伊朗進行審判。英國駐伊朗大使羅伯特·馬凱爾譴責這起攻擊，並代表英國向受害者的家屬致哀。
伊朗指控這起攻擊是沙烏地阿拉伯、阿拉伯聯合酋長國等「美國的傀儡國家」暗中資助的，美國、沙烏地阿拉伯與阿聯均對此攻擊事件表示譴責，且均否認與此次攻擊有關。這兩個國家近期在葉門、卡達與敘利亞等地都發生過衝突。伊朗革命衛隊副指揮官侯赛因·萨拉米形容沙烏地阿拉伯、美國與以色列是「邪惡三角」（evil triangle），並警告所有參與這起攻擊的幕後人士「伊朗將展開報復」。
阿聯政府顧問，被認為親近阿布達比酋長國現任儲君的阿卜杜勒哈利克·阿卜杜拉（Abdulkhaleq Abdulla）在推特發言指出這起攻擊是以軍隊為目標，因此只算是將戰場轉移到伊朗境內，而不屬於恐怖攻擊。9月23日，伊朗政府召見阿聯駐伊朗代辦，對此推特表達強烈抗議與指責。伊朗外交部發言人巴赫拉姆·卡塞米（Bahram Qassemi）表示阿卜杜拉的言論是「輕率且不負責任的」，阿布達比當局對此應對此說明、負責。
聯合國安全理事會發布了一份聲明，譴責此次攻擊，並呼籲將所有犯案者繩之以法。俄羅斯總統普丁對這起攻擊表示震驚，並致上哀悼。敘利亞外交部強烈譴責這起攻擊，並對資助當地恐怖攻擊的團體提出警告。

## 後續

### 爭議影片
自稱為獨立媒體，但普遍被認為具有半官方色彩的法斯社 發布了一部影片，威脅將以飛彈襲擊沙烏地阿拉伯與阿拉伯聯合大公國的首都（利雅德與阿布達比），影片以步槍的瞄準器瞄準兩座都市的畫面作結。這部影片在哈米尼指控兩國參與攻擊時發布，在推特上受到轉發，但隨後影片被移除。

### 葬禮
9月24日，上千名伊朗人在阿瓦士參加了此次攻擊中罹難者的葬禮，許多人揮舞伊朗國旗，並高舉罹難者的照片。ABC新聞形容此葬禮為「悲痛的集體宣洩」。

### 逮捕
9月24日，伊朗情報與國家安全部部長馬哈茂德·阿拉維表示與此案相關的多數嫌犯都已被逮捕。

### 報復攻擊
10月1日，伊朗革命衛隊空軍從該國西部克爾曼沙汗省的基地，向其指控參與阿瓦士閱兵攻擊的「塔克菲里武裝分子」（即伊斯蘭國）位於敘利亞哈金的指揮部發射了六枚起義飛彈與佐勒菲卡爾飛彈（Zulfiqar），並出動了七架無人機進行轟炸。據法斯社報導，至少有一支飛彈外裝寫有「美國去死」、「以色列去死」與「沙地家族去死」的口號。革命衛隊空軍指揮官阿米拉利·阿里·哈吉扎德宣稱有40名伊斯蘭國的高層死於空襲中。

## 圖集

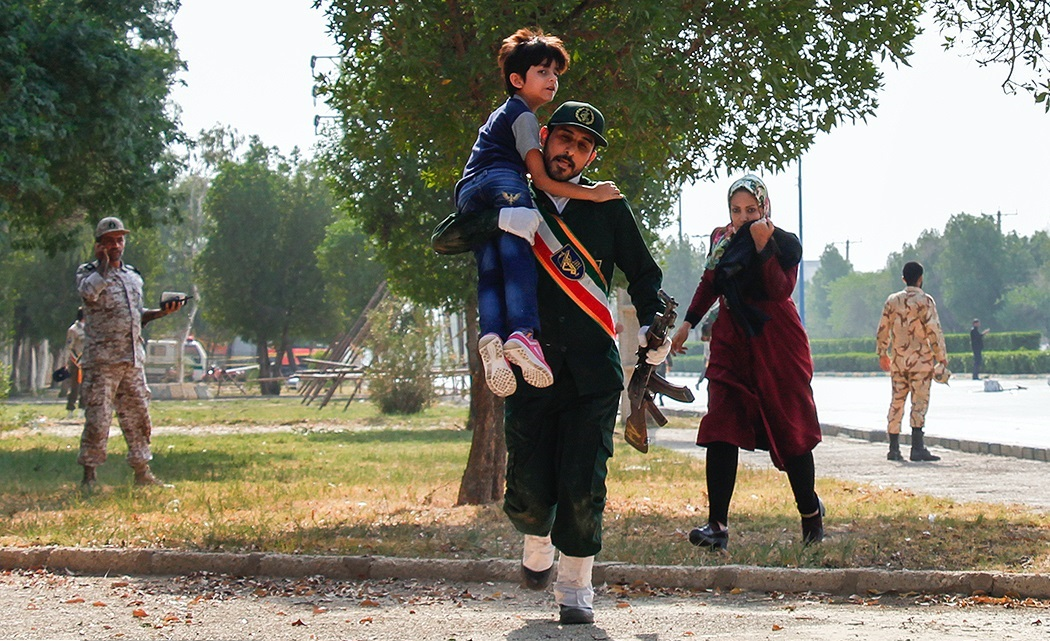
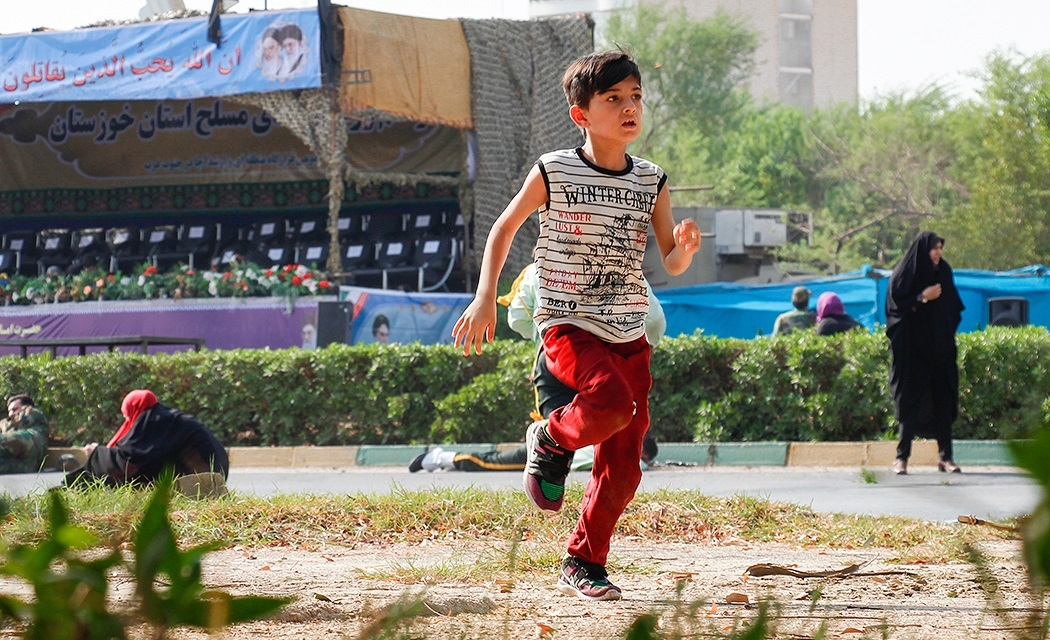
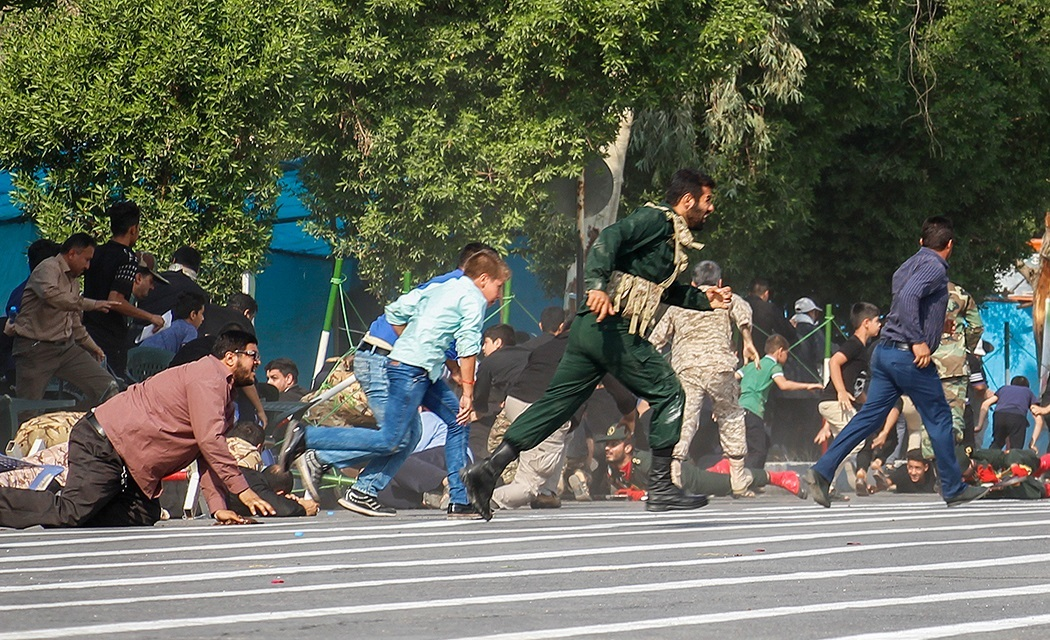
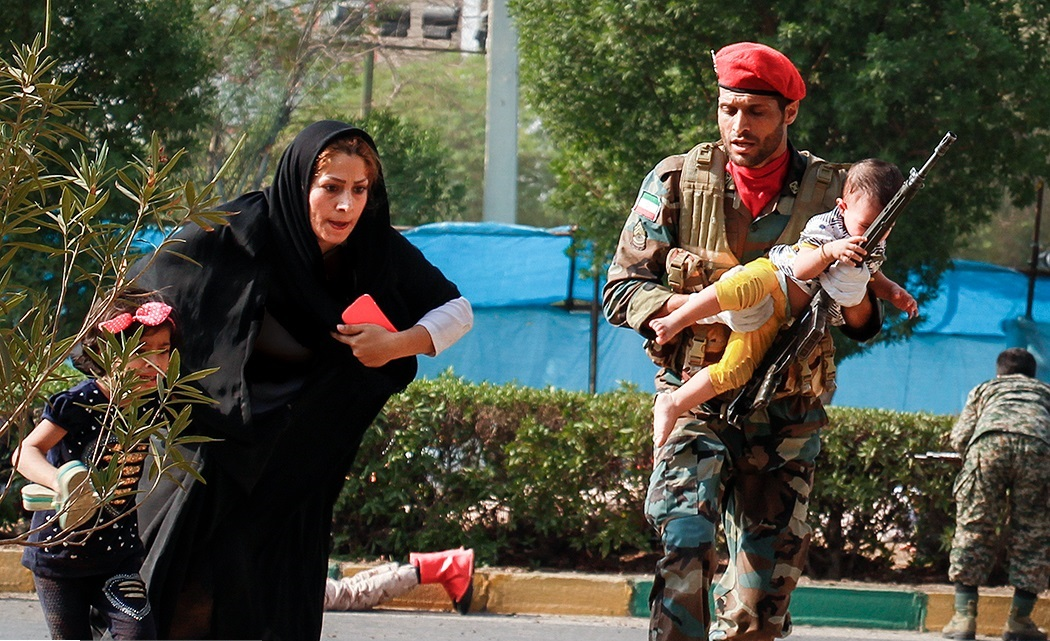
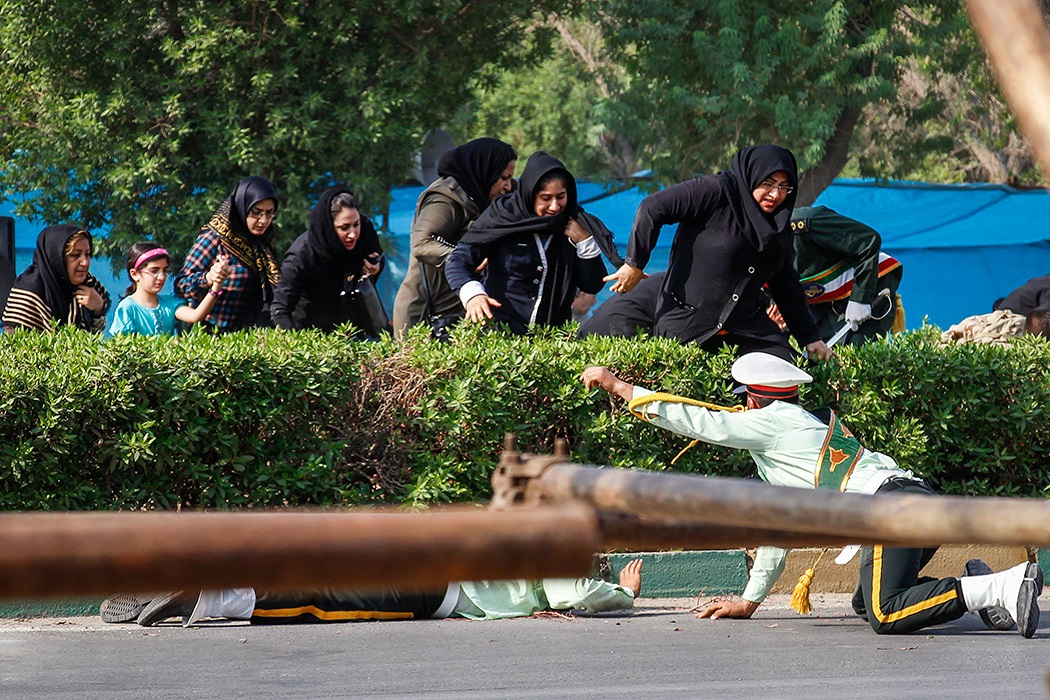
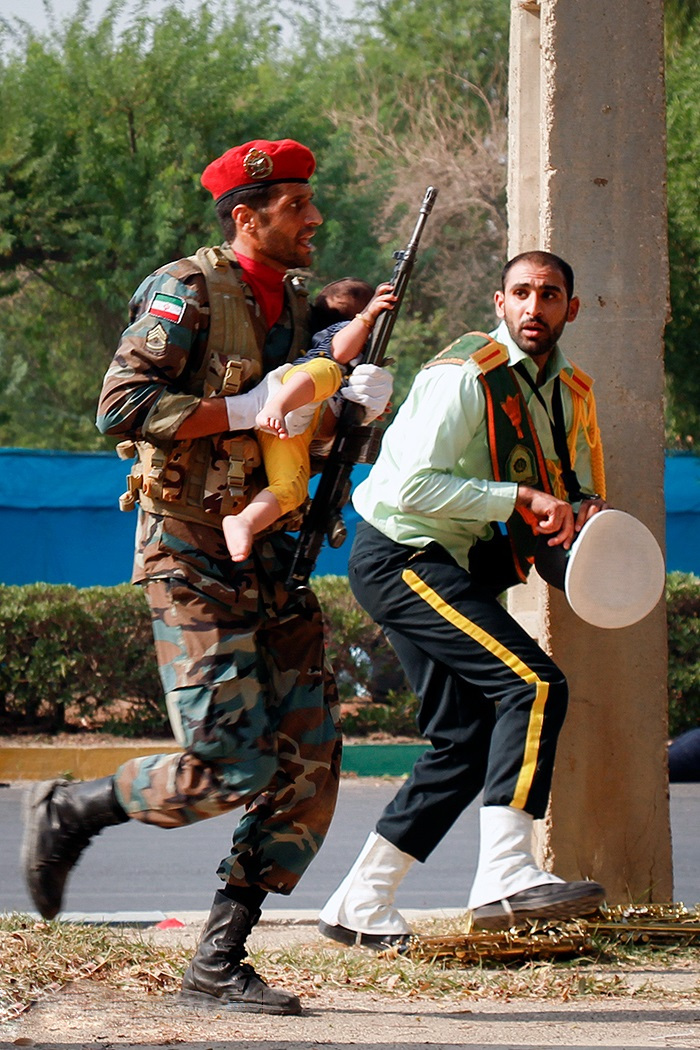
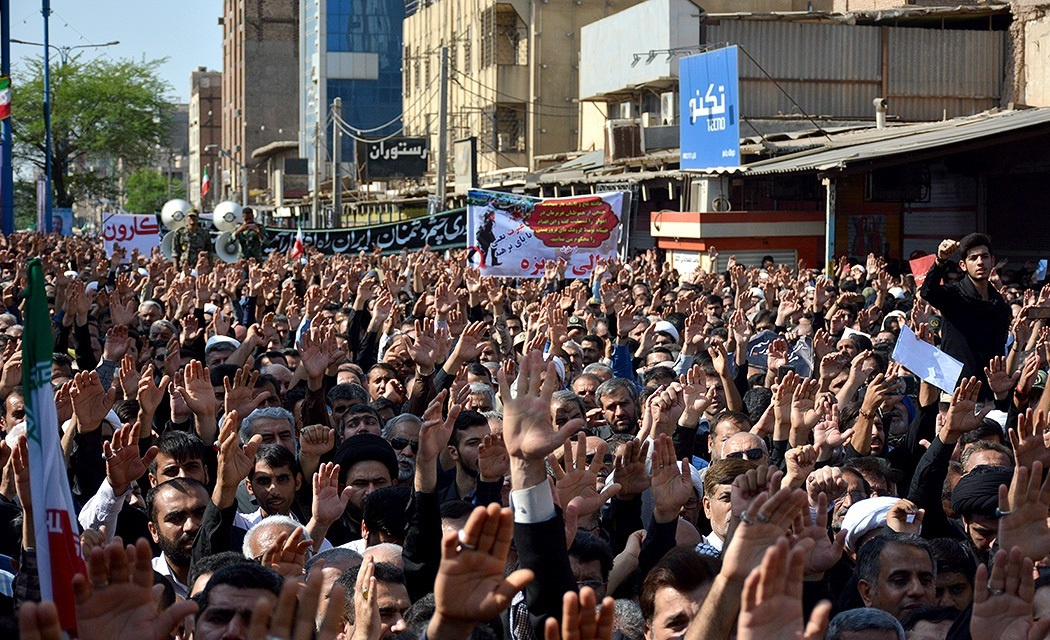
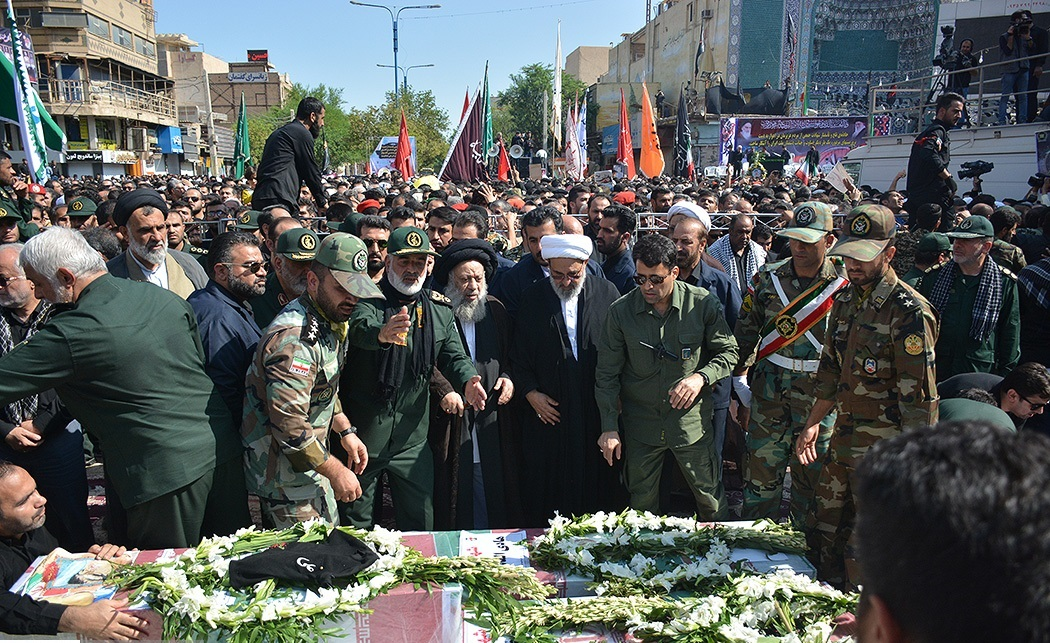
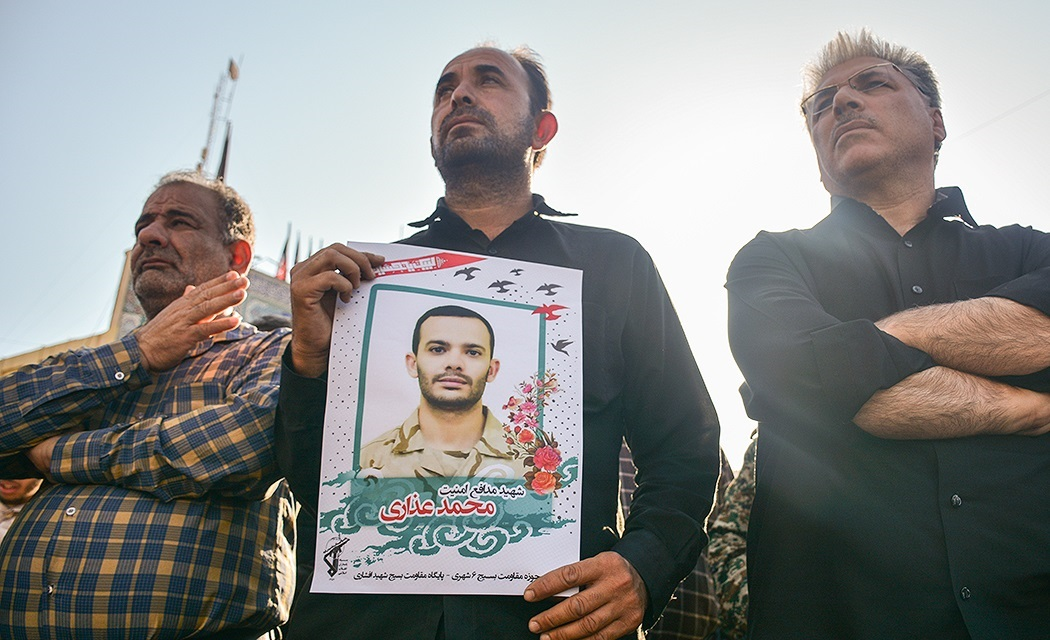